# Echinocereus laui
Echinocereus laui ist eine Pflanzenart in der Gattung Echinocereus aus der Familie der Kakteengewächse (Cactaceae). Das Artepitheton laui ehrt Alfred Bernhard Lau, den Entdecker der Art.

## Beschreibung
Echinocereus laui wächst von der Basis aus verzweigend und bildet Gruppen mit bis zu 20 Trieben, die von der Bedornung weitestgehend verdeckt sind. Die zylindrischen  Triebe erreichen bei Durchmessern von 4 Zentimetern Wuchshöhen von bis zu 10 Zentimeter. Es sind 14 bis 16 niedrige Rippen vorhanden, die in kleine Höcker gegliedert sind. Die vier abstehenden oder spreizenden, rötlich braunen Mitteldornen sind bis zu 3 Zentimeter lang. Die 18 bis 21 borstenartigen weiße Randdornen weisen eine Länge von 5 bis 10 Millimeter auf.
Die schmal trichterförmigen Blüten sind rosafarben und erscheinen in der Nähe der Triebspitzen. Sie sind 3 bis 6,2 Zentimeter lang und erreichen einen Durchmesser von 4 bis 7,2 Zentimeter. Die kugelförmigen, bräunlich grünen Früchte sind mit Wolle und dünnen, braunen Dornen besetzt.

## Verbreitung, Systematik und Gefährdung
Echinocereus laui ist in Mexiko im Osten des Bundesstaates Sonora sowie im Bundesstaat Chihuahua an der Westseite der Sierra Madre Occidental in Eichenwald verbreitet.
Die Erstbeschreibung erfolgte 1978 durch Gerhard R. W. Frank.
In der Roten Liste gefährdeter Arten der IUCN wird die Art als „Least Concern (LC)“, d. h. als nicht gefährdet geführt.

## Nachweise